# Выскочка
«Выскочка» (англ. Election, букв. «Выборы») — американская комедия режиссёра Александра Пэйна. Премьера фильма состоялась 23 апреля 1999 года. Фильм поставлен по одноимённому роману Тома Перротты. Главные роли в фильме исполнили Мэттью Бродерик и Риз Уизерспун.

## Сюжет
Сюжет фильма разворачивается вокруг выборов президента школьного совета и высмеивает школьную жизнь пригородной школы и политику. Учитель истории, обществоведения и текущих событий Джим Макаллистер считает, что нахальная ученица Трейси Флик не достойна этой должности, и старается изо всех сил помешать ей победить на выборах.

## В ролях
| Актёр             | Роль              |
| ----------------- | ----------------- |
| Мэттью Бродерик   | Джим Макаллистер  |
| Риз Уизерспун     | Трейси Флик       |
| Крис Клейн        | Пол Мецлер        |
| Джессика Кэмпбелл | Тэмми Мецлер      |
| Фил Ривз          | Уолт Хендрикс     |
| Молли Хейган      | Дайан Макаллистер |
| Коллин Кэмп       | Джудит Флик       |
| Николас Д’Агосто  | Ларри Фауч        |
| Джанин Джексон    | Джо Мецлер        |
| Холмс Осборн      | Дик Мецлер        |
| Марк Харелик      | Дэйв Новотны      |
| Делани Дрисколл   | Линда Новотны     |
| Мэтт Мэллой       | Рон Болл          |
| Фрэнки Инграссия  | Лиза Фланаган     |

## Критика
Фильм был благосклонно принят критиками, его рейтинг «свежести» по шкале Rotten Tomatoes составляет 92% на основе 115 обзоров. Фильм был номинирован на премию «Оскар» за лучший адаптированный сценарий, получил премию «Независимый дух» как лучший фильм. Игра Уизерспун была отмечена номинацией на премию «Золотой глобус» за лучшую женскую роль.
Кинокритик Роджер Эберт поставил фильму три с половиной звезды из четырёх, высоко оценив работу Уизерспун и Пэйна. Журнал «Entertainment Weekly» поместил фильм на девятую строчку списка лучших фильмов о средней школе. Тодд Маккарти из журнала Variety считает, что фильм «показывает своего рода умное остроумие и бодрящую злобность, которые сделают его более привлекательным для проницательных взрослых, чем для подростков, которые просто хотят повеселиться». Дессон Хоу из The Washington Post рекомендовал фильм, заявив, что это «веселый, острый как бритва обвинительный акт американской мечты», а также похвалил Пейна за то, что он нашел «идеальную точку опоры между юмором и трагедией».  